# Luana Flütsch
Luana Flütsch (* 10. Januar 1995) ist eine ehemalige Schweizer Skirennläuferin. Sie war eine Spezialistin für Abfahrt, Super-G und Alpine Kombination und Mitglied des SC St. Antönien.

## Biografie
Erste Erfahrungen sammelte Luana Flütsch bei den Olympischen Jugendspielen und dem Europäischen Olympischen Jugendfestival. In Innsbruck 2012 belegte sie den 10. Platz im Super-G, den 7. Platz im Kombinationswettbewerb und den 8. Platz im Riesenslalom und schied im 2. Lauf des Slaloms aus. In Brașov 2013 schied sie im 2. Lauf des Riesenslaloms aus und belegte den 5. Platz im Slalom. Zum Weltcupfinal reiste Flütsch erstmals 2013/14. Dort gewann sie mit der Schweiz im Mannschaftswettbewerb, kam dabei jedoch selbst nicht zum Einsatz.
Bei Juniorenweltmeisterschaften startete sie erstmals in Sotschi/Rosa Chutor 2016. Dort belegte sie den 16. Platz in der Abfahrt und den 24. Platz im Super-G und schied im 1. Lauf des Kombinationswettbewerbs und im 1. Lauf des Riesenslaloms aus. Am 26. Januar 2018 feierte Flütsch ihr Weltcupdebüt. Dabei schied sie im 1. Lauf des Kombinationswettbewerbs von Lenzerheide aus. In der Saison 2018/19 belegte Flütsch den 52. Platz im Abfahrtsweltcup. Zuvor hatte sie den 30. Platz in der Abfahrt von Crans-Montana belegt.
Infolge von mehreren Verletzungen – zuletzt beim Europacup in Zinal im Januar 2021 – gab Flütsch im Juli 2021 ihren Rücktritt bekannt. Sie konzentriert sich seither auf ihre berufliche Ausbildung und ihr Studium in Psychologie.

## Erfolge

### Weltcupwertungen
| Saison  | Gesamt | Gesamt | Abfahrt | Abfahrt |
| Saison  | Platz  | Punkte | Platz   | Punkte  |
| ------- | ------ | ------ | ------- | ------- |
| 2018/19 | 137.   | 1      | 52.     | 1       |

### Weltcupsiege
- 1 Sieg bei Mannschaftswettbewerben:

| Datum      | Ort               | Einsätze |
| ---------- | ----------------- | -------- |
| 14.03.2014 | Lenzerheide (SUI) | 0        |

### Juniorenweltmeisterschaft
- Sotschi/Rosa Chutor 2016: 16. Abfahrt, 24. Super-G

### Weitere Erfolge
- 1 Schweizer Meistertitel (Super-G 2020)
- 2 Podestplätze bei Europacups
- 9 Podestplätze, davon 3 Siege bei FIS-Rennen
- 4 Podestplätze, davon 1 Sieg bei Schweizer Juniorenmeisterschaften
- 6 Podestplätze, davon 1 Sieg bei Schweizer Juniorenrennen